# Albacete
Albacete (en castellà, Albacete) és una ciutat manxega que es troba a la comunitat de Castella - la Manxa, i capital de la província homònima. El 2020 tenia 174.336 habitants (INE) en una extensió municipal de 1.234 km², mentre que la seua àrea metropolitana té segons la mateixa font 219.121 habitants. És, amb diferència, la primera àrea metropolitana i la primera ciutat en termes de població de la comunitat. Es troba a 240 km de Toledo, la capital autonòmica, a 191 km de València i a 278 km de Madrid. La Fira d'Albacete, declarada d'interès turístic internacional, és l'atractiu turístic més important de la ciutat. Albacete és, segons diversos rànquings, una de les ciutats d'Espanya amb millor qualitat de vida gràcies a la qualitat dels seus comerços i serveis, la seva accesibilitat i l'alta presència de zones verdes que fan d'Albacete una de les ciutats menys contaminades de tot Europa.
El seu clima és continental, amb la qual cosa els seus hiverns són frígids (al voltant dels 5 °C) i els estius molt calorosos (prop de 24 °C de mitjana), amb una temperatura mitjana anual de 13,4 °C.

## Municipis fronterers
- Al nord: La Roda, La Gineta, Tarazona de la Mancha, Madrigueras, Motilleja, Mahora i Valdeganga.
- A l'est: Chinchilla de Monte-Aragón i Pozo Cañada.
- Al sud: Tobarra, Pozohondo i Peñas de San Pedro.
- A l'oest: Pozuelo, La Herrera i Barrax.

## Pedanies, districtes i barris
| Nom                    | Rang                         | Població |
| ---------------------- | ---------------------------- | -------- |
| Albacete (nucli)       | Nucli i capital del municipi | 166.346  |
| Aguas Nuevas           | Entitat local menor          | 2.005    |
| El Salobral            | Pedania                      | 1.126    |
| Santa Ana              | Pedania                      | 1.048    |
| Argamasón              | Pedania                      | 309      |
| Tinajeros              | Pedania                      | 283      |
| Los Anguijes           | Pedanía                      | 82       |
| Campillo de las Doblas | Pedania                      | 56       |
| Abuzaderas             | Pedanía                      | 30       |
| Cerrolobo              | Pedania                      | 27       |
| Casa de las Monjas     | Pedania                      | 23       |
| Altres poblacions      |                              | 1.358    |
| TOTAL MUNICIPI         | MUNICIPI                     | 172.693  |

## Història
L'emplaçament s'anomenà pels andalusins com a al-Basit ("la plana") i és esmentada per primer cop per al-Dabbi de Còrdova i Ibn al-Abbar de València al segle xiii però amb relació a la batalla d'al-Ludjdj, lluitada el 5 de febrer de 1146 en la qual Sayf al-Dawla al-Mustansir Ahmad Ibn Hud (anomenat pels castellans com Zafadola) fou derrotat i capturat pels cristians. Aquesta batalla la va lliurar el rei musulmà contra els comtes castellans enviats per Alfons VII de Castella a sotmetre als rebels de Bayyasa, Ubbada i Jayyan que refusaven pagar el tribut a Zafadola, vassall del rei castellà, i quan aquestos rebels es van veure perduts es van sotmetre a Zafadola a canvi de defensar-los contra els comtes que refusaven aturar la seva expedició; Zafadola els va haver de combatre però derrotat i presoner, fou conduït al campament cristià anomenat los Pardos, on fou assassinat per alguns soldats, amb gran pena dels mateixos comtes i del rei castellà; junt amb ell va morir el seu alit, el governador de València Abd Al·lah ibn Muhàmmad ibn Sad, conegut després com a Sahib al-Basit (senyor o màrtir d'Albacete). La batalla fou coneguda com a "al-Ludjdj del llogaret proper a Chinchilla de Monte-Aragón on es va lliurar i segurament la moderna Lezuza o la moderna Alatoz (a l'oest i est d'Albacete respectivament).
Romangué en mans musulmanes fins a la conquesta de Ferran III de Castella (1238). Després, en el 1282 estigué sota el senyoriu de Manuel, formant part del Regne de Múrcia.
A començaments del segle xiv la vila inicià el seu desenvolupament: es convertí en una ciutat comercial en establir-se una fira i, el 1375 el Marquès de Villena concedí el títol de Vila i la independència de Chinchilla de Monte-Aragón. En el segle xvi la seua població abastà el nombre de 5000 habitants, i s'inicià la construcció de l'Església de Sant Joan Baptista, hui dia catedral. Després d'una època de crisi, el seu desenvolupament reviscolà quan, al segle xix es convertí en la capital de la província homònima. Més tard, Albacete fou escenari d'enfrontaments dels carlistes, de la defensa de la qual aconseguí el títol de Ciutat l'any 1862.
Durant la Guerra civil espanyola va ser el quarter general i camp d'entrenament de les Brigades Internacionals, així com base de la força aèria republicana. Amb la proclamació de l'autonomia de Castella - la Manxa en 1982, la província es va separar de la Regió de Múrcia. Històricament Albacete es destaca com a centre manufacturer de coberteria.
L'any 2001 del terme municipal se seccessionà Pozo Cañada per a constituir-se com a municipi nou.

## Demografia
| 1842   | 1857   | 1860   | 1877   | 1887   | 1897   | 1900   | 1910   | 1920   | 1930   | 1940   | 1950   | 1960   | 1970   | 1981    | 1991    | 2001    | 2013    |
| ------ | ------ | ------ | ------ | ------ | ------ | ------ | ------ | ------ | ------ | ------ | ------ | ------ | ------ | ------- | ------- | ------- | ------- |
| 13.143 | 16.607 | 17.088 | 18.591 | 20.671 | 21.449 | 21.373 | 24.981 | 32.163 | 41.889 | 60.038 | 69.504 | 72.597 | 93.062 | 116.484 | 130.023 | 148.934 | 172.693 |

## Alcaldia
| Període         | Nom de l'alcalde                           | Partit governant | Regidors PSOE | Regidors AP/PP | Regidors PCE/IU | Regidors UCD/CDS |
| --------------- | ------------------------------------------ | ---------------- | ------------- | -------------- | --------------- | ---------------- |
| 1979-1983       | Salvador Jiménez Ibáñez                    | PSOE             | 11            | 0              | 5               | 11               |
| 1983-1987       | José Jerez Colino                          | PSOE             | 16            | 10             | 1               | 0                |
| 1987-1991       | José Jerez Colino                          | PSOE             | 13            | 9              | 2               | 3                |
| 1991-1995       | Carmina Belmonte Useros                    | PSOE             | 14            | 10             | 3               | 0                |
| 1995-1999       | Juan Garrido Herráez                       | PP               | 8             | 15             | 4               | 0                |
| 1999-2003       | Manuel Pérez Castell                       | PSOE             | 13            | 12             | 2               | 0                |
| 2003-2007       | Manuel Pérez Castell                       | PSOE             | 14            | 12             | 1               | 0                |
| 2007-2008 -     | Manuel Pérez Castell Carmen Oliver Jaquero | PSOE             | 13            | 13             | 1               | 0                |
| 2007-2008 2011- | Carmen Bayod Guinalio                      | PP               | 16            | 10             | 1               | 0                |

## Personatges rellevants
- Ramón Campayo, mentalista.
- Constantino Romero, actor i locutor.
- José Prat, polític socialista.
- Joaquín Reyes, actor i humorista.
- Pablo Chiapella, actor i humorista.
- Ernesto Sevilla, actor i humorista.